# Abbottina springeri
Abbottina springeri är en fiskart som beskrevs av Banarescu och Nalbant, 1973. Abbottina springeri ingår i släktet Abbottina och familjen karpfiskar. Inga underarter finns listade i Catalogue of Life.